# Рак-Михайловский, Симон Александрович
Симон Алекса́ндрович Рак-Михайло́вский (2 (14) апреля 1885, деревня Максимовка Вилейского уезда Виленской губернии (ныне Молодечненский район Минской области Беларуси) — 27 ноября 1938, Минск) — белорусский публицист, редактор, поэт, общественно-политический деятель. Посол сейма Второй Речи Посполитой. Член Исполнительного комитета Великой белорусской рады, ЦИК БССР. Организатор и член ЦК Белорусской крестьянско-рабочей громады (БСРГ), Белорусской народной рады.

## Биография
В 1900—1904 годах учился в Молодечненской учительской семинарии, после чего работал школьным учителем в Молодечненском районе. Во время русской революции 1905—1907 годов занимался распространением социал-демократической литературы, за что был арестован и на 3 месяца заключён в тюрьму в Вилейке. После освобождения уехал в Крым, где прожил несколько лет и в 1912 году окончил педагогический институт в Феодосии. Вернувшись в родные места, начал организовывать белорусскоязычные школы, вступив в БСГ. В 1914 году, когда началась Первая мировая война, был призван в русскую императорскую армию, воевал на Румынском фронте. Его первое произведение было опубликовано в 1915 году (статья «Из мыслей в походе» в «Нашей ниве»). После Февральской революции 1917 года оказался в Минске, где вскоре возглавил Центральный белорусский военный совет. С 1918 года был членом рады БНР, в 1919 году также членом Белорусской военной комиссии. В 1918—1920 годах жил в Гродно, где преподавал в белорусскоязычной гимназии. С 1919 года регулярно писал и публиковал статьи. В 1920—1922 годах работал директором Белорусской учительской семинарии в Борунах. Одновременно с осени 1920 года преподавал в Виленской белорусскоязычной гимназии. В 1922 году был избран депутатом сейма Второй Речи Посполитой (Западная Белоруссия в 1921 году после Советско-польской войны оказалась в составе Польши). С 1923 года состоял членом Центральной школьной рады (с 1926 — Главного управления) Товарищества белорусской школы. С 1925 года был заместителем председателя ЦК БСРГ. С 1926 года входил в КПЗБ. Работал редактором «Бюллетеня посольского клуба БСРГ», был членом Белорусского издательского общества в Вильнюсе. Был арестован польскими властями по делу БСРГ 15 января 1927 года и 22 мая 1928 года осуждён Вильнюсским окружным судом на так называемом «процессе 56-и» на 12 лет тюрьмы. По решению апелляционного суда был, однако, освобождён в 1930 году. Вошёл в состав комитета «Состязание». Из-за угрозы нового ареста в октябре 1930 года перебрался в Минск, в СССР.
С февраля 1931 года и до ареста работал директором Белорусского государственного музея, вступив в ряды ВКП(б). В 1931—1932 годах являлся членом ЦИК БССР.
Был арестован ГПУ БССР 16 августа 1933 года в Минске и решением судебной коллегии ОГПУ при СНК СССР от 9 января 1934 года как «организатор и руководитель контрреволюционной организации БНЦ» приговорён к расстрелу, но затем этот приговор был заменён на 10 лет лагерей. Был отправлен на Соловки, 5 сентября 1937 года этапирован в Минск; 14 ноября 1938 года «особой тройкой» НКВД БССР был приговорён к расстрелу, спустя 13 дней приговор привели в исполнение. Реабилитирован военным трибуналом Белорусского военного округа 18 апреля 1956 года.
Был женат, имел двоих детей.
Написал музыку к романсу «Зорка Венера» на стихи Максима Богдановича. Из-за того что Рак-Михайловский был репрессирован, авторство музыки в различных источниках долгое время указывалось как «народная».

## Память
- В 1982 году в память Симона Рак-Михайловского в центре села Максимовка Молодечненского района был установлен мемориальный знак[1].

## Литературные произведения
- Гутарка аб беларускай мове. — Мн., 1919.
- Страшны вораг: Кніжка пра гарэлку. — Вільня, 1924.
- Прамовы дэпутатаў Беларускага пасольскага клюбу ў Польскім Сойме. Паводле соймавых стэнаграм. — Вільня, 1924.
- Прамовы дэпутатаў соймавага клюбу Беларускай сялянска-работніцкай грамады. — Вільня, 1926.